# Winden (Weilrod)
Winden ist ein Ortsteil der Gemeinde Weilrod im südhessischen Hochtaunuskreis.

## Geographie
Winden liegt im Weiltal des östlichen Hintertaunus direkt an der Grenze des Hochtaunuskreises und des Landkreises Limburg-Weilburg im Naturpark Taunus. Die Landesstraße L3025 führt durch den Ort.
Nachbarorte sind Langenbach (nordwestlich), Audenschmiede (nördlich), Heinzenberg (östlich) und Emmershausen (südwestlich).

## Geschichte

### Ortsgeschichte
Die älteste bekannte schriftliche Erwähnung von Winden erfolgte im Jahr 1370. Bereits im Jahr 1302 fand Winden jedoch Erwähnung als zur Altweilnauer Herrschaft zugehörend. Der Ort war Teil des frühen Eisenverarbeitungsquartiers an der Weil: Für das 15. Jahrhundert ist dort eine Waldschmiede als Lehen des Grafen von Diez nachgewiesen.
Hessische Gebietsreform (1970–1977)
Im Zuge der Gebietsreform in Hessen fusionierten zum 31. Dezember 1971 die Gemeinde Rod an der Weil mit den bis dahin ebenfalls selbstständigen Gemeinden Cratzenbach, Gemünden und Winden zur erweiterten Gemeinde Rod an der Weil. Am 1. August 1972 wurde sie kraft Landesgesetz mit mehreren anderen Gemeinden zur Gemeinde Weilrod zusammengeschlossen. Damit verbunden war der Wechsel in den neu gegründeten Hochtaunuskreis. Für alle ehemals eigenständigen Gemeinden von Weilrod wurde je ein Ortsbezirk gebildet.

### Verwaltungsgeschichte im Überblick
Die folgende Liste zeigt die Staaten und Verwaltungseinheiten, denen Winden angehört(e):
- vor 1806: Heiliges Römisches Reich, Grafschaft/Fürstentum Nassau-Usingen, Amt Usingen
- ab 1806: Herzogtum Nassau,[Anm. 2] Amt Usingen
- ab 1849: Herzogtum Nassau, Kreisamt Idstein[Anm. 3]
- ab 1854: Herzogtum Nassau, Amt Usingen
- ab 1867: Königreich Preußen,[Anm. 4] Provinz Hessen-Nassau, Regierungsbezirk Wiesbaden, Obertaunuskreis[Anm. 5]
- ab 1871: Deutsches Reich, Königreich Preußen, Provinz Hessen-Nassau, Regierungsbezirk Wiesbaden, Obertaunuskreis
- ab 1918: Deutsches Reich (Weimarer Republik), Freistaat Preußen, Provinz Hessen-Nassau, Regierungsbezirk Wiesbaden, Obertaunuskreis
- ab 1886: Deutsches Reich, Königreich Preußen, Provinz Hessen-Nassau, Regierungsbezirk Wiesbaden, Kreis Usingen
- ab 1932: Deutsches Reich, Königreich Preußen, Provinz Hessen-Nassau, Regierungsbezirk Wiesbaden, Obertaunuskreis
- ab 1933: Deutsches Reich, Königreich Preußen, Provinz Hessen-Nassau, Regierungsbezirk Wiesbaden, Landkreis Usingen
- ab 1944: Deutsches Reich, Freistaat Preußen, Provinz Nassau, Landkreis Usingen
- ab 1945: Amerikanische Besatzungszone,[Anm. 6] Groß-Hessen, Regierungsbezirk Wiesbaden, Landkreis Usingen
- ab 1946: Amerikanische Besatzungszone, Land Hessen, Regierungsbezirk Wiesbaden, Landkreis Usingen
- ab 1949: Bundesrepublik Deutschland, Land Hessen, Regierungsbezirk Wiesbaden, Landkreis Usingen
- ab 1968: Bundesrepublik Deutschland, Land Hessen, Regierungsbezirk Darmstadt, Landkreis Usingen
- ab 1971: Bundesrepublik Deutschland, Land Hessen, Regierungsbezirk Darmstadt, Landkreis Usingen, Gemeinde Rod an der Weil[Anm. 7]
- ab 1972: Bundesrepublik Deutschland, Land Hessen, Regierungsbezirk Darmstadt, Hochtaunuskreis, Gemeinde Weilrod[Anm. 8]

## Bevölkerung

### Einwohnerstruktur 2011
Nach den Erhebungen des Zensus 2011 lebten am Stichtag dem 9. Mai 2011 in Winden 180 Einwohner. Darunter waren 6 (3,3 %) Ausländer.
Nach dem Lebensalter waren 24 Einwohner unter 18 Jahren, 84 zwischen 18 und 49, 45 zwischen 50 und 64 und 24 Einwohner waren älter. Die Einwohner lebten in 72 Haushalten. Davon waren 18 Singlehaushalte, 27 Paare ohne Kinder und 21 Paare mit Kindern, sowie 6 Alleinerziehende und keine Wohngemeinschaften. In 9 Haushalten lebten ausschließlich Senioren und in 57 Haushaltungen lebten keine Senioren.

### Einwohnerentwicklung
| Winden: Einwohnerzahlen von 1834 bis 2020 | Winden: Einwohnerzahlen von 1834 bis 2020 | Winden: Einwohnerzahlen von 1834 bis 2020 | Winden: Einwohnerzahlen von 1834 bis 2020 | Winden: Einwohnerzahlen von 1834 bis 2020 |
| --- | ----------------------------------------- | ----------------------------------------- | ----------------------------------------- | ----------------------------------------- |
| Jahr |                                           |                                           |                                           | Einwohner                                 |
| 1834 | 1834                                      |                                           | 97                                        | 97                                        |
| 1840 | 1840                                      |                                           | 81                                        | 81                                        |
| 1846 | 1846                                      |                                           | 93                                        | 93                                        |
| 1852 | 1852                                      |                                           | 94                                        | 94                                        |
| 1858 | 1858                                      |                                           | 92                                        | 92                                        |
| 1864 | 1864                                      |                                           | 85                                        | 85                                        |
| 1871 | 1871                                      |                                           | 70                                        | 70                                        |
| 1875 | 1875                                      |                                           | 75                                        | 75                                        |
| 1885 | 1885                                      |                                           | 69                                        | 69                                        |
| 1895 | 1895                                      |                                           | 76                                        | 76                                        |
| 1905 | 1905                                      |                                           | 72                                        | 72                                        |
| 1910 | 1910                                      |                                           | 79                                        | 79                                        |
| 1925 | 1925                                      |                                           | 108                                       | 108                                       |
| 1939 | 1939                                      |                                           | 85                                        | 85                                        |
| 1946 | 1946                                      |                                           | 164                                       | 164                                       |
| 1950 | 1950                                      |                                           | 162                                       | 162                                       |
| 1956 | 1956                                      |                                           | 125                                       | 125                                       |
| 1961 | 1961                                      |                                           | 119                                       | 119                                       |
| 1967 | 1967                                      |                                           | 119                                       | 119                                       |
| 1970 | 1970                                      |                                           | 124                                       | 124                                       |
| 1980 | 1980                                      |                                           | ?                                         | ?                                         |
| 1990 | 1990                                      |                                           | ?                                         | ?                                         |
| 1999 | 1999                                      |                                           | 181                                       | 181                                       |
| 2007 | 2007                                      |                                           | 189                                       | 189                                       |
| 2011 | 2011                                      |                                           | 180                                       | 180                                       |
| 2015 | 2015                                      |                                           | 162                                       | 162                                       |
| 2020 | 2020                                      |                                           | 197                                       | 197                                       |
| Datenquelle: Historisches Gemeindeverzeichnis für Hessen: Die Bevölkerung der Gemeinden 1834 bis 1967. Wiesbaden: Hessisches Statistisches Landesamt, 1968. Weitere Quellen: LAGIS; Gemeinde Weilrod; Zensus 2011 |                                           |                                           |                                           |                                           |

### Historische Religionszugehörigkeit
| • 1885: | 69 evangelische (= 100 %) Einwohner                              |
| • 1961: | 108 evangelische (= 90,76 %), 9 katholische (= 7,56 %) Einwohner |

## Politik
Ortsbeirat
Für Winden besteht ein Ortsbezirk (Gebiete der ehemaligen Gemeinde Winden) mit Ortsbeirat und Ortsvorsteher nach der Hessischen Gemeindeordnung.
Der Ortsbeirat besteht aus drei Mitgliedern. Bei den Kommunalwahlen in Hessen 2021 betrug die Wahlbeteiligung zum Ortsbeirat 57,93 %. Dabei wurden gewählt: ein Mitglied der SPD und zwei Mitglieder der „Freien Wählergemeinschaft“ (FWG). Der Ortsbeirat wählte Klaus Fischer (FWB) zum Ortsvorsteher.

## Infrastruktur
Der Ort wird durch die Weiltalstraße in das Ober- und Unterdorf geteilt. Direkt an der Weiltalstraße im Oberdorf befindet sich das Schützenhaus. Weiter oberhalb befindet sich das Feuerwehrhaus sowie das Dorfgemeinschaftshaus. Ein gusseiserner Brunnen aus dem Jahr 1895 schmückt den Platz vor dem Feuerwehrhaus.

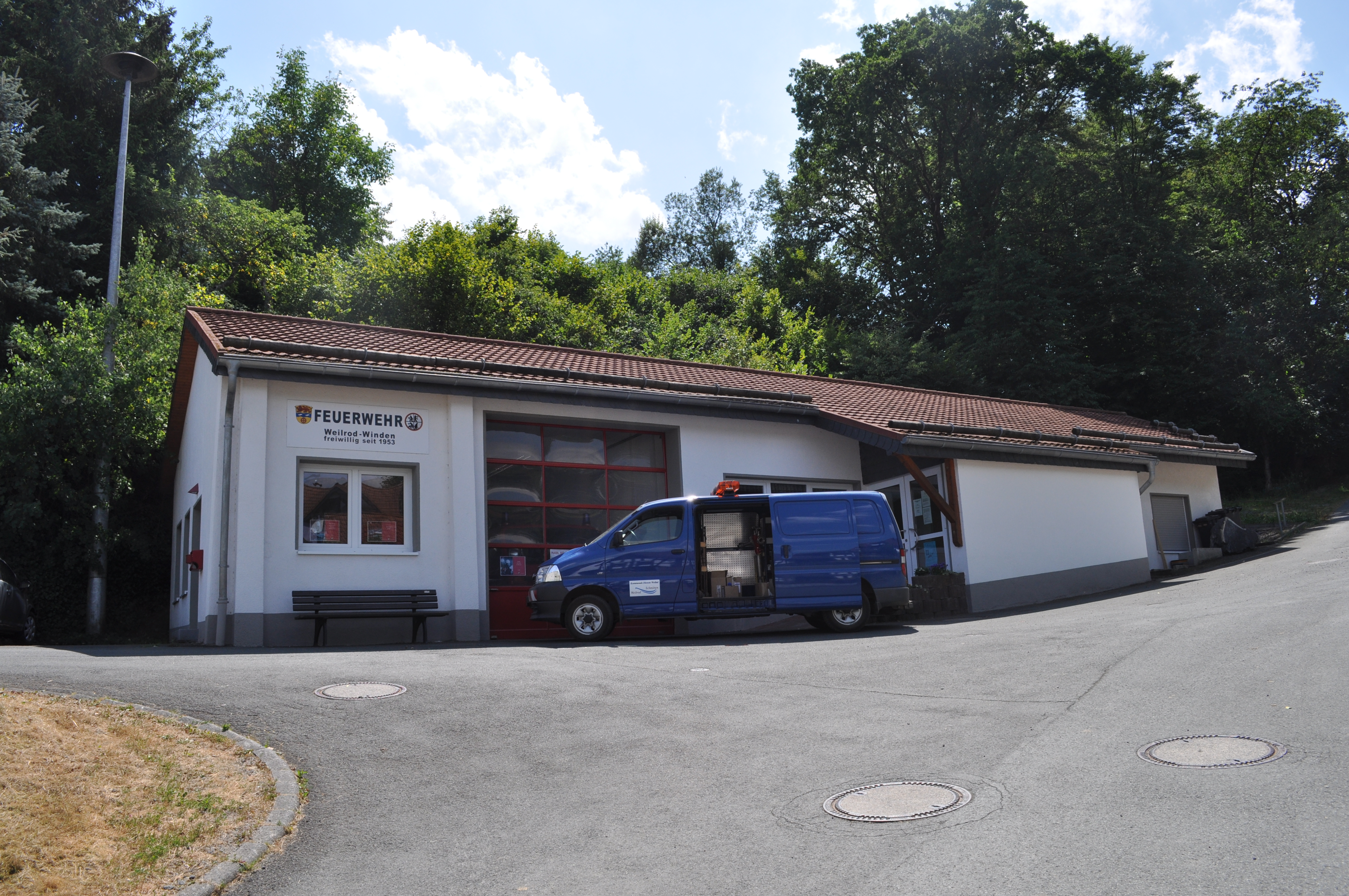
Feuerwehrhaus
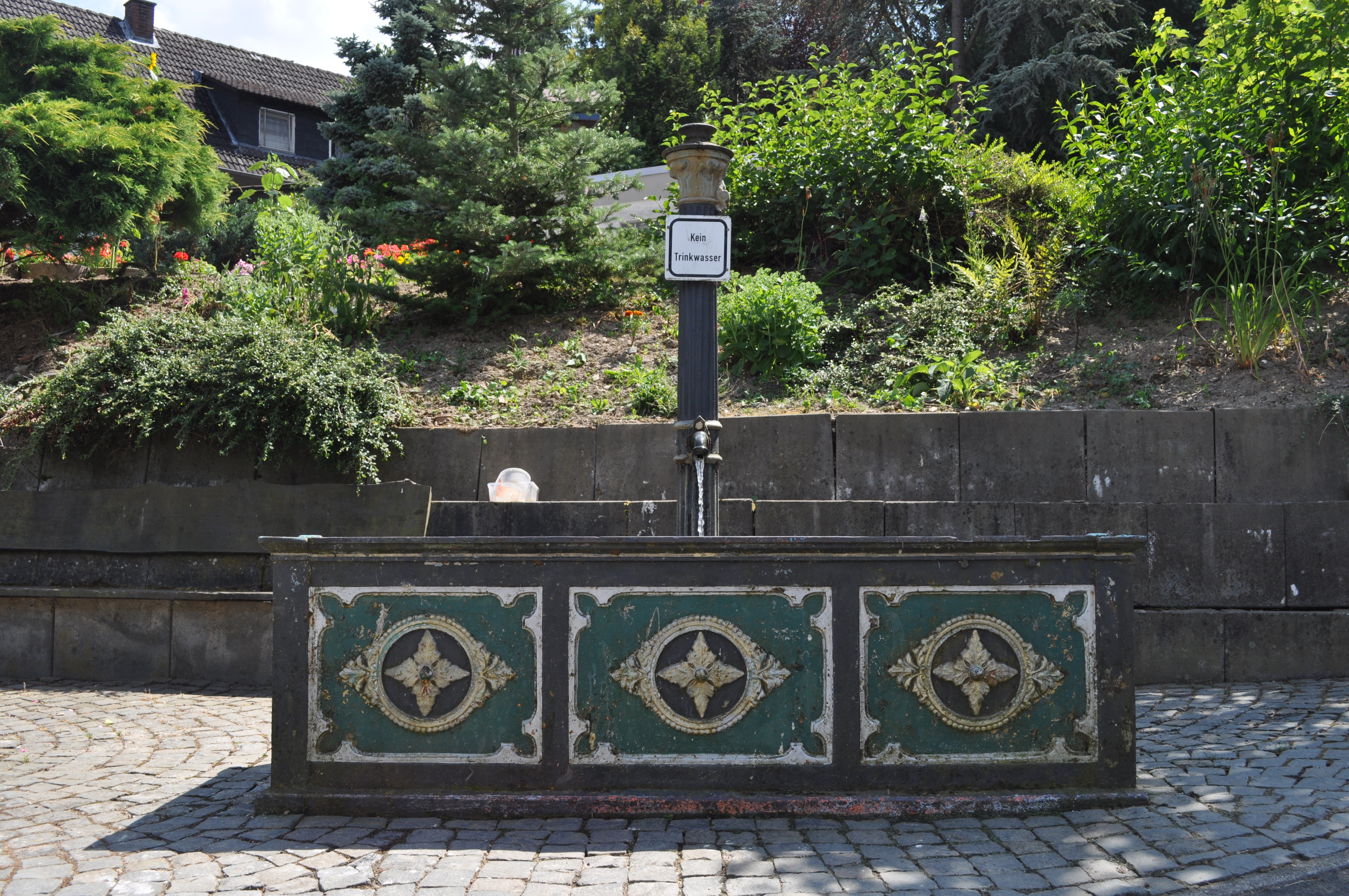
Brunnen
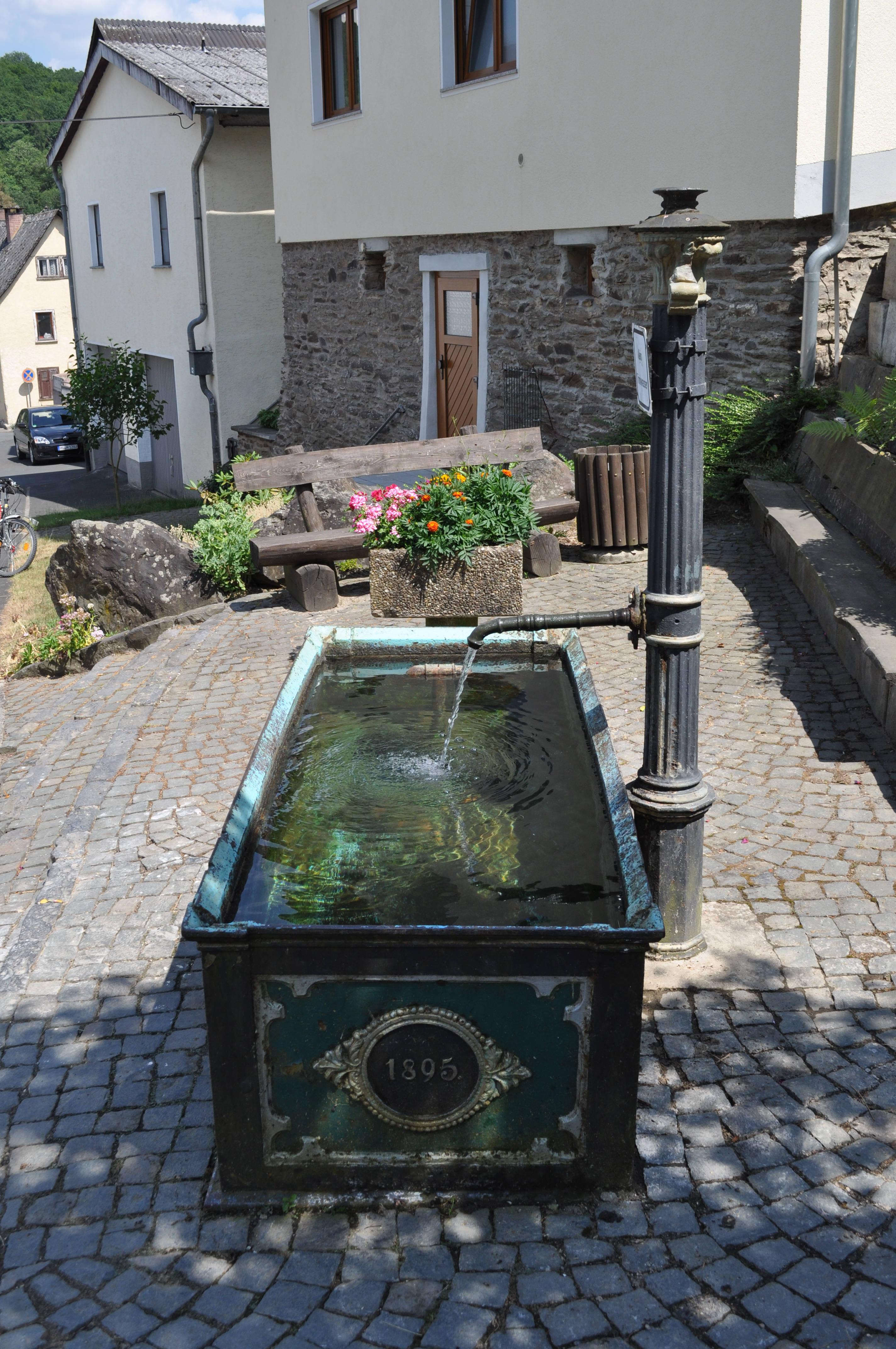
Brunnen
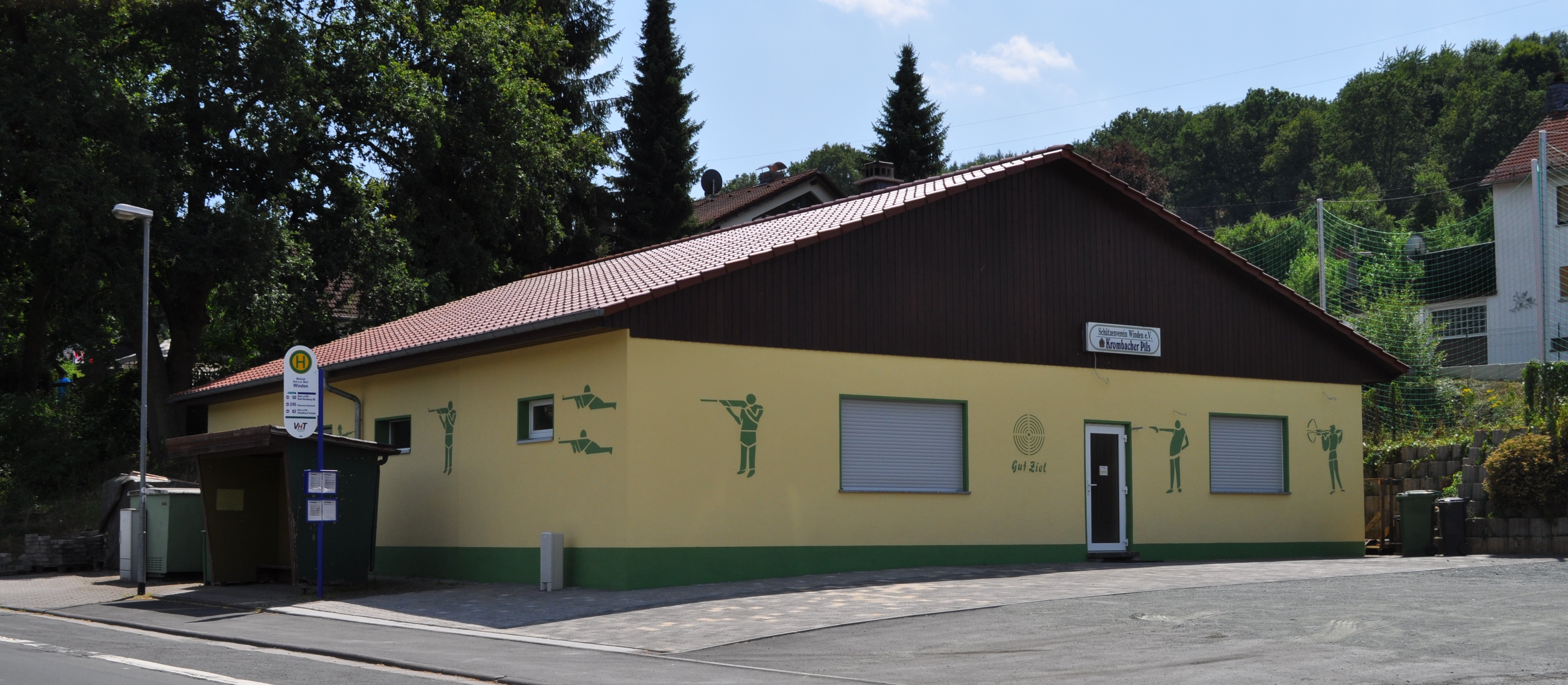
Schützenhaus
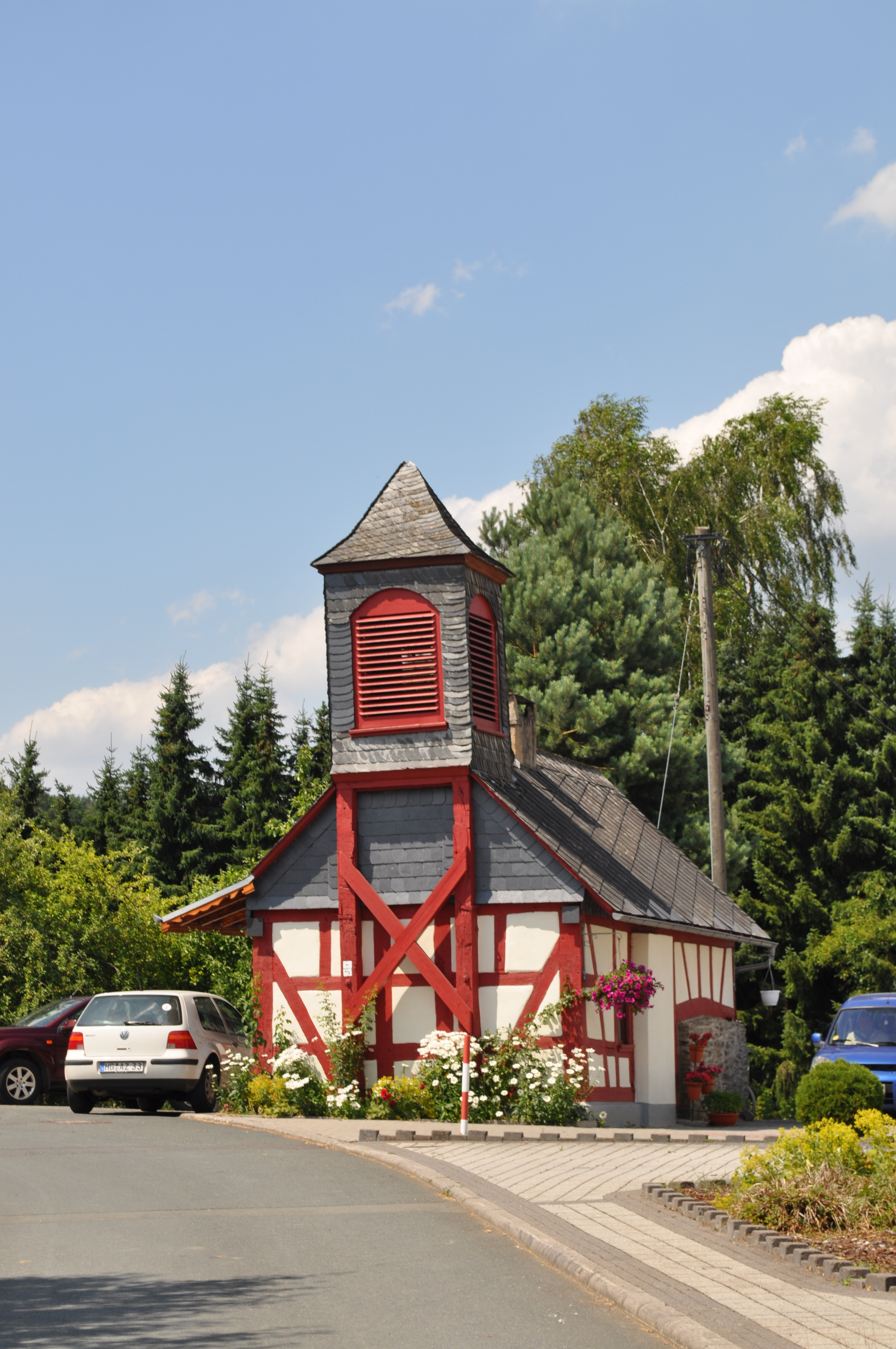
Fachwerkhaus im Unterdorf